# Голгота (филм)
„Голгота“ е български игрален филм от 1993 година на режисьора Михаил Пандурски, по сценарий на Николай Акимов и Михаил Пандурски. Оператор е Мирчо Пандурски. Музиката във филма е композирана от Валери Миловански.

## Актьорски състав
- Петър Слабаков – Стария
- Руси Чанев – Младия
- Катя Паскалева
- Ицхак Финци
- Албена Ставрева